# Вознесение (фильм)
«Вознесение» — советский художественный фильм 1988 года, снятый режиссёром Эдмондом Кеосаяном на киностудии «Мосфильм», и ставший его последней работой.
Премьера фильма состоялась в марте 1989 года.

## Сюжет
На 80-летие Такуи Григорян собираются родственники и друзья. В процессе подготовки этого события, её муж был репрессирован, а семью сослали в сибирское село Вознесенское. Местная почтальонша Нюра помогла им выжить и вспоминает моменты счастья и трагедии. После смерти Такуи, её сын узнаёт, что донос на отца был написан родственником. Нюра приезжает на похороны, а Вазген встречает её в аэропорту.

В картине «Вознесение» Э. Кеосаяна («Мосфильм») её главный драматический пласт — воспоминания о сороковых годах, о жизни репрессированной армянской семьи в сибирской ссылке — свёлся к неярким иллюстрациям.
— Андрей Зоркий, журнал «Советский экран», 1989 год

## В ролях
- Лаура Геворкян — Тагуи Паруйровна в молодости
- Татьяна Махмурян — Тагуи Паруйровна
- Ольга Оствальд — тётя Нюра
- Лоренц Арушанян — Вазген Гургенович
- Аршо Арутюнян — Вазген Гургенович в детстве
- Хорен Абрамян — Арташес Гургенович
- Ашот Геворкян — Арташес Гургенович в юности
- Арташес Абелян — Симон Гургенович
- Никита Карагезян — Симон Гургенович в детстве
- Маис Карагезян — Атнас 40 лет спутся
- Людмила Потапова — Евдокия
- Сос Саркисян — Галуст
- Аршак Оганян — Атанас
- Джульетта Авакян — Гаянэ
- Жанна Аветисян — Римма

## Критика
Показанное не впечатляет на фоне лавины потрясающих свидетельств о страшном времени сталинщины. Запоминаются какие-то иные штрихи, из сегодняшней жизни. Грузный, поседевший, но нежный, как ребёнок, сын у постели умирающей матери — прекрасная эпизодическая роль Хорена Абрамяна. Тронет сердце финальный титр: «Матерям моим — Такули Паруйровне Григорян и Нюре Александровне Худяковой посвящается» — значит, в этой истории есть биографическая безусловная правда, светлый пример духовного родства двух народов. И конечно (непредвиденно для всех нас, включая авторов), обожгут сегодня самые обыкновенные, будничные кадры Ленинакана до землетрясения.
— Андрей Зоркий, журнал «Советский экран», 1989 год

## Рецензии
- Зоркий А. Задул марток… // Советский экран. — 1989. — № 5. — С. 10—11. — ISSN 0132-0742.